# Rio Fagul Rusului
O Rio Fagul Rusului é um rio da Romênia, afluente do Topliţa, localizado no distrito de Harghita.